# Route nationale 525
Die N525 war von 1933 bis 1973 eine französische Nationalstraße, die zwischen Goncelin und dem kleinen Almdorf Roselend verlief. Ihre Länge betrug 88 Kilometer. Von dem Almdorf aus verlief die Gc17 (später D217) mit einer Länge von 8 Kilometern weiter zum Pass Cormet de Roselend. Mit dem Errichten der Staumauer der Barrage de Roselend wurde die N525 zu dieser verkürzt, da das Dorf im Staubereich liegt. In diesem Zusammenhang hat man die Dorfkapelle oberhalb der Stauhöhe rekonstruiert aufgebaut. Nördlich des Sees wurde eine neue Straße gebaut auf die erst nach Abstufung der N525 zur D925 die Nachfolgestraßennummer gelegt wurde.

## N525a
Die N525A war ab 1933 ein Seitenast der N525, der in Allevard von dieser abzweigte und nach Fond-de-France führte. Ihre Länge betrug 17 Kilometer. 1971 wurde sie bis Le Pleynet-les-Sept-Laux verlängert. Dabei wuchs sie um 6 Kilometer. 1973 wurde sie komplett abgestuft.

## N525b
Die N525B war von 1933 bis 1973 ein Seitenast der N525, der in Détrier von dieser abzweigte und nach Pontcharra führte. Ihre Länge betrug 6 Kilometer.